# Chiara Lapuste
Chiara Lapuste (* 10. Juli 2003) ist eine deutsche Fußballspielerin. Die Stürmerin ist seit dem 18. Januar 2023 Vertragsspielerin des SV Saaldorf.

## Karriere
Lapuste begann für den in Saaldorf im Landkreis Berchtesgadener Land ansässigen SV Saaldorf mit dem Fußballspielen. Im weiteren Verlauf gehörte sie dem 1. FC Sonthofen an und war zuletzt bis Saisonende 2017/18 für den FC Bergheim im Bezirk Salzburg-Umgebung aktiv.
Noch als B-Jugendspielerin kam sie in der Saison 2017/18 in drei Punktspielen für die zweite Mannschaft in der 2. Liga Mitte/West zum Einsatz. Ihr Debüt im Seniorinnenbereich erfolgte am 18. Mai 2018 (18. Spieltag) bei der 0:1-Niederlage im Heimspiel gegen die Sportunion Geretsberg und im dritten Punktspiel am 2. Juni 2018 (20. Spieltag) im Heimspiel gegen den Heeres SV Wals erzielte sie mit dem 1:0-Siegtor in der 47. Minute ihr erstes Tor im Seniorinnenbereich. Dauerhaft in die zweite Mannschaft aufgerückt, war sie für diese von 2018 bis 2020 aktiv, in der letzten Saison in der Future League.
Danach in die erste Mannschaft aufgerückt, kam sie von 2020 bis 2023 in der österreichischen Bundesliga zum Einsatz. In der höchsten Spielklasse kam sie zum Saisonstart am 6. September 2020 als Einwechselspielerin für Sophia Schirmbrand ab der 66. Minute beim 2:2-Unentschieden im Heimspiel gegen den FFC Vorderland zu ihrem Debüt. Ihr Bundesligatordebüt folgte am 8. November 2020 (8. Spieltag) beim 3:0-Sieg im Auswärtsspiel gegen den FC Südburgenland mit dem Treffer zum 1:0 in der neunten Minute. Ihr letztes Punktspiel bestritt sie am 6. November 2022 (9. Spieltag) beim 1:0-Sieg im Heimspiel gegen die Spielgemeinschaft Union Kleinmünchen/FC Blau-Weiß Linz, bevor sie im Januar 2023 nach Deutschland zu ihrem ehemaligen und ersten Jugendverein zurückkehrte. Für die erste Mannschaft bestritt sie vom 19. März bis zum 14. Juni sechs Punktspiele in der siebtklassigen Bezirksoberliga Oberbayern, in denen sie ein Tor erzielte.